# Liste der Kulturdenkmale in Kaltenkirchen
In der Liste der Kulturdenkmale in Kaltenkirchen sind alle Kulturdenkmale der schleswig-holsteinischen Stadt Kaltenkirchen (Kreis Segeberg) aufgelistet (Stand: 10. März 2025).

## Legende
In den Spalten befinden sich folgende Informationen:
- Objekt-ID: die Nummer des Kulturdenkmales
- Lage: die Adresse des Kulturdenkmales und die geographischen Koordinaten. Kartenansicht, um Koordinaten zu setzen. In der Kartenansicht sind Kulturdenkmale ohne Koordinaten mit einem roten Marker dargestellt und können in der Karte gesetzt werden. Kulturdenkmale ohne Bild sind mit einem blauen Marker gekennzeichnet, Kulturdenkmale mit Bild mit einem grünen Marker.
- Offizielle Bezeichnung: Bezeichnung des Kulturdenkmales
- Beschreibung: die Beschreibung des Kulturdenkmales
- Bild: ein Bild des Kulturdenkmales

## Sachgemeinschaften
| Objekt-ID | Lage                                                                 | Offizielle Bezeichnung       | Beschreibung | Bild |
| --------- | -------------------------------------------------------------------- | ---------------------------- | --- | ---- |
| 51645     | B 4, Barmstedter Straße, Kieler Straße (53° 49′ 23″ N, 9° 53′ 23″ O) | KZ-Gedenkstätte Springhirsch | Sachgesamtheit KZ-Gedenkstätte Springhirsch; 1941-1978; westlich außerhalb von Kaltenkirchen gelegenes Ensemble aus der KZ-Gedenkstätte Springhirsch von 1944, dem sog. Sterbelager von 1941, der Gräberstätte Moorkaten von 1978 und der Pumpwerk-Ruine - Begründung: geschichtlich, wissenschaftlich - Schutzumfang: KZ-Gedenkstätte Springhirsch (Kieler Straße, Nützen), Gräberstätte Moorkaten mit Pumpwerk-Ruine (Barmstedter Straße, Kaltenkirchen), sog. Sterbelager (B 4, Kaltenkirchen) | BW   |

## Bauliche Anlagen
| Objekt-ID      | Lage                                             | Offizielle Bezeichnung     | Beschreibung | Bild                             |
| -------------- | ------------------------------------------------ | -------------------------- | --- | -------------------------------- |
| 28332          | B 4 (53° 49′ 9″ N, 9° 52′ 57″ O)                 | sog. Sterbelager           | sog. Sterbelager; 1941; ehem. Gefangenenlager des KZ-Außenkommandos Kaltenkirchen in Springhirsch, Wald- und Wiesenflächen mit Fundamentresten von Baracken und mit trichterförmigen Vertiefungen - Begründung: geschichtlich, wissenschaftlich - Schutzumfang: gesamtes Objekt - Denkmaltyp: Bauliche Anlage, Sachgesamtheit: KZ-Gedenkstätte Springhirsch                                                   | BW                               |
| 27812          | Barmstedter Straße (53° 49′ 12″ N, 9° 54′ 10″ O) | Gräberstätte Moorkaten     | Gräberstätte Moorkaten; 1978; nahezu quadratische Rasenfläche von 28 × 30 Metern mit Gedenkkreuzen für hier begrabene sowjetische Kriegsgefangene und KZ-Opfer, an drei Seiten von Hecken umschlossen; Reste eines Pumpwerks - Begründung: geschichtlich, wissenschaftlich - Schutzumfang: Gräberstätte Moorkaten, Pumpwerk-Ruine - Denkmaltyp: Bauliche Anlage, Sachgesamtheit: KZ-Gedenkstätte Springhirsch | BW                               |
| 28391          | Fröbelweg 3 (53° 50′ 22″ N, 9° 57′ 56″ O)        | Fröbelkindergarten         | Fröbelkindergarten; 1973–74, Architekten Kurt Gelhaar und Dieter Hoor; eingeschossiger Kalksandsteinbau über L-förmigem Grundriss, Flachdach - Begründung: geschichtlich, künstlerisch, städtebaulich - Schutzumfang: gesamtes Objekt - Denkmaltyp: Bauliche Anlage | BW                               |
| 22028 Wikidata | Kieler Straße 1 (53° 50′ 15″ N, 9° 57′ 20″ O)    | Ehemalige Kirchspielvogtei | Alteintragung (Aktualisierung vorgesehen) - Begründung: Alteintragung (Aktualisierung vorgesehen) - Schutzumfang: Alteintragung (Aktualisierung vorgesehen) - Denkmaltyp: Bauliche Anlage | Fotos hochladen                  |
| 6408 Wikidata  | Kirchenstraße (53° 50′ 21″ N, 9° 57′ 40″ O)      | Kirche St. Michaelis       | Alteintragung (Aktualisierung vorgesehen) - Begründung: geschichtlich, künstlerisch, städtebaulich - Schutzumfang: gesamtes Objekt - Denkmaltyp: Bauliche Anlage | weitere Fotos \| Fotos hochladen |

## Gründenkmale
| Objekt-ID | Lage                                       | Offizielle Bezeichnung | Beschreibung | Bild |
| --------- | ------------------------------------------ | ---------------------- | --- | ---- |
| 43922     | Am Ehrenhain (53° 50′ 38″ N, 9° 57′ 32″ O) | Ehrenhain              | Ehrenhain; 1907 – 1953; Gedenkstätte in der Form eines Haines, 1923, Ehrenmal zur Erinnerung an beide Weltkriege, 1923, Erweiterung 1953, Denkmal zur Erinnerung an 1870/71, 1907 - Begründung: geschichtlich, städtebaulich - Schutzumfang: Ehrenhain, Ehrenmal beider Weltkriege, Denkmal 1870/71 - Denkmaltyp: Gründenkmal | BW   |

## Quelle
- Liste der Kulturdenkmale in Schleswig-Holstein – Kreis Segeberg

- Karte mit allen Koordinaten:
- OSM |
- WikiMap